# 拉姆齐定理
在組合數學上，拉姆齐定理（英語：Ramsey's theorem），又称拉姆齐二染色定理，斷言對任意正整數{\displaystyle k}和{\displaystyle l}，若一個聚會的人數{\displaystyle n}足夠大，則無論相识關係如何，必定有{\displaystyle k}个人相识或{\displaystyle l}个人互不相识。給定{\displaystyle k,l}時，保證前述結論的最小{\displaystyle n}值稱為拉姆齊數{\displaystyle R(k,l)}，其值取決於{\displaystyle k,l}。用圖論術語複述：若將足夠大的完全圖各邊染紅藍兩色，則不論如何染，必定有紅色的{\displaystyle k}階完全圖或藍色的{\displaystyle l}階完全圖。
拉姆齊定理是組合數學的重要結論，以弗兰克·普伦普顿·拉姆齐命名。他在1930年論文論形式邏輯的一個問題證明此定理最初的版本，開創現稱拉姆齊理論的組合理論分支。拉姆齊理論的主題是從「無序」尋找「規律」，希望找出某數學結構中，存在規律子結構的一般條件。在拉姆齊定理的圖論表述中，此「規律子結構」是同色集（monochromatic set），即頂點集的子集，其中各邊皆染成同一顏色。
拉姆齊定理不止一條，前述版本的若干引伸仍稱拉姆齊定理。例如，可以將二染色推廣至更多種色，此時定理斷言：對任意色數{\displaystyle c}，和任意正整數{\displaystyle n_{1},n_{2},\ldots ,n_{c}}，必有某數{\displaystyle R(n_{1},\ldots ,n_{c})}，使{\displaystyle R(n_{1},\ldots ,n_{c})}階的完全圖各邊不論如何染{\displaystyle c}色，仍必可找到某{\displaystyle i}（介於{\displaystyle 1}至{\displaystyle c}）和某{\displaystyle n_{i}}階完全子圖，其各邊皆染第{\displaystyle i}色。可見拉姆齐二染色定理是{\displaystyle c=2}的特例（同時取{\displaystyle n_{1}=k,n_{2}=l}）。

## 例

### R(3, 3) = 6

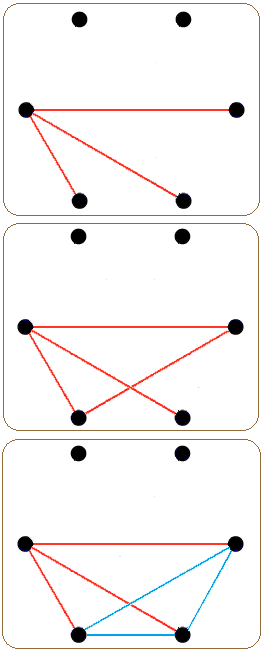

在6個頂點的完全圖{\displaystyle K_{6}}內，每邊塗上紅或藍色。欲證必然有一個紅色的三角形或藍色的三角形。
- 任意選取一個端點{\displaystyle P}，它有5條邊和其他端點相連。
- 根據鴿巢原理，5條邊染兩種顏色，至少有3邊顏色相同，不失一般性設這種顏色是紅色，又設該三邊為{\displaystyle PA,PB,PC}。
- {\displaystyle A,B,C}三個頂點，互相連結的邊有{\displaystyle AB,BC,CA}三條。
  - 若這3條邊中任何一條是紅色，這條邊的兩個端點和{\displaystyle P}便組成一個紅色三角形。
  - 若這3條邊中沒有紅邊，則都是藍色，因此，{\displaystyle ABC}是藍色三角形。

以上論證對一切染色法都適用，所以{\displaystyle K_{6}}的任何二染色皆有同色{\displaystyle K_{3}}，換言之{\displaystyle R(3,3)\leq 6}。这个定理的通俗版本稱為朋友與陌路人定理。
另一種證法是算兩次：考慮「異色角」的數目，即滿足{\displaystyle xy}為紅而{\displaystyle yz}為藍的有序三頂點組{\displaystyle (x,y,z)}的個數。若先固定中間的頂點{\displaystyle y}，則對應三元組的數目可能是
- {\displaystyle 0\times 5=0}（若其全部邊染同色）；
- {\displaystyle 1\times 4=4}（若有四邊染某色，另一邊不同色）；或
- {\displaystyle 2\times 3=6}（若有三邊染某色，另兩邊染另一色）。

所以，至多是{\displaystyle 6}，而{\displaystyle y}本身有6種可能，異色角的總數至多是{\displaystyle 6\times 6=36}。但是，對於三邊不完全同色的三角形，恰好有兩隻異色角，所以，至多有{\displaystyle 18}個異色三角形。考慮到6個頂點組成{\displaystyle {\binom {6}{3}}=20}個三角形，至少有兩個是同色三角形，再次得到{\displaystyle R(3,3)\leq 6}的結論。
反之，將{\displaystyle K_{5}}二染色，不一定有同色的三角形。此構造在同構意義下唯一，如下圖所示：將五個頂點排成一圈，每個端點和毗鄰的兩個端點之間的連線染紅色，與其餘兩個端點的連線染藍色，則不產生同色三角形。所以，{\displaystyle R(3,3)=6}。

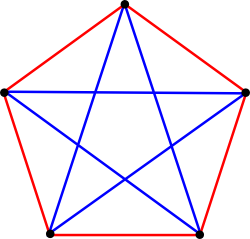

1953年普特南數學競賽考過{\displaystyle R(3,3)\leq 6}。1947年匈牙利屈爾沙克·約瑟夫數學比賽（匈牙利語：Kürschák József Matematikai Tanulóverseny）亦然。

### R(3, 3, 3) = 17

僅有兩種方法將16個頂點之間的邊染三種顏色而無同色三角形
無扭的
有扭的

多色拉姆齊數就是用三種或更多顏色的拉姆齊數。若不考慮對稱的情況，僅有兩個非平凡的多色拉姆齊數為已知：{\displaystyle R(3,3,3)=17}和{\displaystyle R(3,3,4)=30}。
設將某完全圖的邊染紅綠藍三色，而無同色三角形。選任一頂點{\displaystyle v}，考慮以紅邊與{\displaystyle v}相連的各點，組成{\displaystyle v}的「紅鄰域」。紅鄰域之內不能再有任何紅邊，否則該紅邊與{\displaystyle v}一同組成紅色三角形。所以紅鄰域內的邊衹用藍綠兩色。由上節{\displaystyle R(3,3)=6}，{\displaystyle v}的紅鄰域最多衹有5個頂點，否則有藍或綠的同色三角形。同理，{\displaystyle v}的綠鄰域和藍鄰域，各有至多5個頂點，但圖中每個頂點，或為{\displaystyle v}本身，或屬{\displaystyle v}的某色鄰域，所以全圖至多{\displaystyle 1+5+5+5=16}個頂點。故{\displaystyle R(3,3,3)\leq 17}。
欲證{\displaystyle R(3,3,3)=17}，現需用三種顏色畫出16個頂點的完全圖，而不產生同色三角形。若不辨同構之異，則恰有兩種畫法，分別稱為「無扭」（untwisted）和「有扭」（twisted）染法，見上圖。

克萊布殊圖

{\displaystyle K_{16}}的有扭或無扭染色中，選任一顏色，該色邊組成的子圖都是克萊布殊圖。
對較少頂點的完全圖，已知{\displaystyle K_{15}}亦衹得兩種染三色的方法無同色三角形，分別來自{\displaystyle K_{16}}的兩種染法，刪去任意一個頂點。{\displaystyle K_{14}}則有115種方法染三色而無同色三角形，但此數不僅不辨圖同構（頂點的置換），還不辨顏色的置換。

## 拉姆齐数

### 定義
拉姆齐数，用图论的语言有两种描述：
1. 对于所有的N顶图，包含k个顶的团或l个顶的独立集。具有这样性质的最小自然数N就称为一个拉姆齐数，记作R(k,l)；
2. 在着色理论中是这样描述的：对于完全圖{\displaystyle K_{n}}的任意一个2边着色{\displaystyle (e_{1},e_{2})}，使得{\displaystyle K_{n}[e_{1}]}中含有一個k阶子完全图，{\displaystyle K_{n}[e_{2}]}含有一個l阶子完全图，则称满足这个条件的最小的n为一个拉姆齐数。（注意：{\displaystyle K_{i}}按照图论的记法表示i阶完全图）

拉姆齐证明，对与给定的正整數数k及l，R(k,l)的答案是唯一和有限的。
拉姆齐數亦可推廣到多於兩個數：
对于完全圖{\displaystyle K_{n}}的每條邊都任意塗上r種顏色之一，分別記為{\displaystyle e_{1},e_{2},e_{3},...,e_{r}}，在{\displaystyle K_{n}}中，必定有個顏色為{\displaystyle e_{1}}的{\displaystyle l_{1}}阶子完全图，或有個顏色為{\displaystyle e_{2}}的{\displaystyle l_{2}}阶子完全图……或有個顏色為{\displaystyle e_{r}}的{\displaystyle l_{r}}阶子完全图。符合條件又最少的數n則記為{\displaystyle R(l_{1},l_{2},l_{3},...,l_{r})}。

### 數值或上下界
已知的拉姆齐數非常少，保羅·艾狄胥曾以一個譬喻來描述尋找拉姆齐數的難度：「想像有隊外星人軍隊在地球降落，要求取得R(5,5)的值，否則便會毀滅地球。在這個情況，我們應該集中所有電腦和數學家嘗試去找這個數值。若他們要求的是R(6,6)的值，我們要嘗試毀滅這班外星人了。」
顯然易見的公式：
R(0,s)=0，
R(1,s)=1，
R(2,s)=s，
{\displaystyle \mathrm {R} (l_{1},l_{2},l_{3},...,l_{r})=R(l_{2},l_{1},l_{3},...,l_{r})=R(l_{3},l_{1},l_{2},...,l_{r})}（將{\displaystyle l_{i}}的順序改變並不改變拉姆齐的數值）。
| sr | 1 | 2 | 3 | 4  | 5     | 6       | 7       | 8        | 9        | 10        |
| -- | - | - | - | -- | ----- | ------- | ------- | -------- | -------- | --------- |
| 1  | 1 | 1 | 1 | 1  | 1     | 1       | 1       | 1        | 1        | 1         |
| 2  |   | 2 | 3 | 4  | 5     | 6       | 7       | 8        | 9        | 10        |
| 3  |   |   | 6 | 9  | 14    | 18      | 23      | 28       | 36       | 40–42     |
| 4  |   |   |   | 18 | 25    | 36–41   | 49–61   | 59–84    | 73–115   | 92–149    |
| 5  |   |   |   |    | 43–46 | 58–87   | 80–143  | 101–216  | 133–316  | 149–442   |
| 6  |   |   |   |    |       | 102–165 | 115–298 | 134–495  | 183–780  | 204–1171  |
| 7  |   |   |   |    |       |         | 205–540 | 217–1031 | 252–1713 | 292–2826  |
| 8  |   |   |   |    |       |         |         | 282–1870 | 329–3583 | 343–6090  |
| 9  |   |   |   |    |       |         |         |          | 565–6588 | 581–12677 |
| 10 |   |   |   |    |       |         |         |          |          | 798–23556 |

組合電子期刊有不定期更新的動態綜述，介紹拉姆齊數的研究成果。

### 漸近性質
拉姆齊數滿足不等式{\displaystyle R(r,s)\leq R(r-1,s)+R(r,s-1)}。由此，利用數學歸納法，可以證明
{\displaystyle R(r,s)\leq {\binom {r+s-2}{r-1}}.}
上述結果歸功於艾狄胥和塞凱賴什。當{\displaystyle r=s}時，用史特靈公式化成：
{\displaystyle R(s,s)\leq [1+o(1)]{\frac {4^{s-1}}{\sqrt {\pi s}}},}
其中誤差項o (1)，當{\displaystyle s}趨向於無窮時，趨向{\displaystyle 0}。
下界方面，1947年艾狄胥首創概率法，證明
{\displaystyle R(s,s)\geq [1+o(1)]{\frac {s}{{\sqrt {2}}e}}2^{s/2}.}
雖然上下界皆是指數形式，但兩者底數不同，實際大小相差甚遠，如{\displaystyle s=10}時，給出的界是{\displaystyle 101\leq R(10,10)\leq 48620}。不過，截至2021年，上下界的底數仍毫無改進，依舊是{\displaystyle 4}和{\displaystyle {\sqrt {2}}}，僅有較低階項的改進。而且，下界依賴非構造性的概率方法，未有任何確切構造能給出指數下界。暫時所知最佳結果為：
{\displaystyle [1+o(1)]{\frac {{\sqrt {2}}s}{e}}2^{\frac {s}{2}}\leq R(s,s)\leq s^{-(c\log s)/(\log \log s)}4^{s},}
分別為斯賓塞和康倫所證。
至於非對角拉姆齊數{\displaystyle R(3,t)}，已知其增長級別為{\displaystyle {\tfrac {t^{2}}{\log t}}}；等價說法是，{\displaystyle n}個頂點且無三角形的圖{\displaystyle G}，獨立數{\displaystyle \alpha (G)}的最小值用大Θ符號表示成
{\displaystyle \Theta \left({\sqrt {n\log n}}\right).}
{\displaystyle R(3,t)}的上界由奧伊陶伊、科姆洛什、塞迈雷迪證出，而{\displaystyle {\tfrac {t^{2}}{\log t}}}級的下界原先由金正翰（音譯）證明，其後格里菲斯、莫里斯、菲斯·庞蒂韦罗斯三人和波曼、基瓦什兩人藉分析「無三角形過程」，分別將下界獨立改進至
{\displaystyle \left({\frac {1}{4}}-o(1)\right){\frac {k^{2}}{\log k}}.}
一般的非對角拉姆齊數{\displaystyle R(s,t)}，當{\displaystyle s}固定而{\displaystyle t}增大時，已知最優的上下界為
{\displaystyle c'_{s}{\frac {t^{\frac {s+1}{2}}}{(\log t)^{{\frac {s+1}{2}}-{\frac {1}{s-2}}}}}\leq R(s,t)\leq c_{s}{\frac {t^{s-1}}{(\log t)^{s-2}}},}
分別歸功於波曼、基瓦什兩人和奧伊陶伊、科姆洛什、塞迈雷迪三人。

## 延伸

### 無窮圖
本定理可引伸適用於無窮圖，同樣稱為拉姆齊定理。與有限圖的拉姆齊定理相提並論時，或稱無窮拉姆齊定理（Infinite Ramsey theorem）以作區分。

設{\displaystyle X}為無窮集，以{\displaystyle X^{(2)}}表示其兩兩所連邊的集合（即{\displaystyle X}全體二元子集組成的族），每邊染成{\displaystyle c}色之一。則存在同色無窮階完全圖，即有無窮子集{\displaystyle M\subseteq X}，其邊集{\displaystyle M^{(2)}}同色。:1

證明：取任一{\displaystyle x_{1}\in X}。自{\displaystyle x_{1}}引出無窮多條邊，必有某色{\displaystyle c_{1}}出現無窮多次。記{\displaystyle X_{1}\subseteq X\setminus \{x_{1}\}}為該些邊另一端點的集合。又取任一{\displaystyle x_{2}\in X_{1}}，同樣自{\displaystyle x_{2}}有無窮多條邊引至{\displaystyle X_{1}\setminus \{x_{2}\}}，故必有某色{\displaystyle c_{2}}及無窮子集{\displaystyle X_{2}\subseteq X_{1}\setminus \{x_{2}\}}，使{\displaystyle x_{2}}引至{\displaystyle X_{2}}的各邊皆染{\displaystyle c_{2}}色。
餘可類推，得到一列互異的元素{\displaystyle x_{1},x_{2},\ldots \in X}及一列顏色{\displaystyle c_{1},c_{2},\ldots }。由於僅得有限多種色，必有顏色出現無窮多次，即有{\displaystyle c_{i_{1}}=c_{i_{2}}=\cdots }對於無窮序列{\displaystyle i_{1}<i_{2}<\cdots }成立。此時，有{\displaystyle M=\{x_{i_{1}},x_{i_{2}},x_{i_{3}},\ldots \}}為無窮子集，且其元素兩兩連邊同色（因為邊{\displaystyle x_{i_{a}}x_{i_{b}}}所染為{\displaystyle c_{i_{a}}}色），證畢。
本定理對於超圖（即{\displaystyle X^{(2)}}換成{\displaystyle X^{(r)}}）亦成立。:2
關於無窮圖的二染色，艾狄胥－杜什尼克－米勒定理是較強的結果，但其中兩種顏色不對等。定理斷言，任意無窮圖（頂點數不必可數）的邊若染紅藍兩色，則或有可數無窮大的紅色完全子圖，或有與原圖同樣大的藍色完全子圖。

#### 無窮推出有限
運用反證法，可以證明無窮拉姆齊定理推出有限拉姆齊定理。
反設有限拉姆齊定理不成立，即某個拉姆齊數不存在，則有整數{\displaystyle c}和{\displaystyle T}滿足：對任意正整數{\displaystyle k}，完全圖{\displaystyle [k]^{(2)}}皆有某種染{\displaystyle c}色的方案，而不產生同色的{\displaystyle T}元子集。以{\displaystyle C_{k}}表示此種方案的集合。
對任意{\displaystyle k}，可將{\displaystyle C_{k+1}}中任意一種染色限制到子圖{\displaystyle [k]^{(2)}}（即刪去頂點{\displaystyle k+1}），不會額外產生同色的{\displaystyle T}元子集，所以所得的染色仍在{\displaystyle C_{k}}中。{\displaystyle C_{k}}中，某些染色是以上述方式，由{\displaystyle C_{k+1}}的染色限制而成，此種染色構成{\displaystyle C_{k}}的子集，記為{\displaystyle C_{k}^{1}}。由假設，{\displaystyle C_{k+1}}非空，所以{\displaystyle C_{k}^{1}}亦非空。
同樣，{\displaystyle C_{k+1}^{1}}元素的限制必屬{\displaystyle C_{k}^{1}}，故可定義{\displaystyle C_{k}^{2}}為此種限制所得染色法的集合，其不為空。類推對所有正整數{\displaystyle m,k}定義{\displaystyle C_{k}^{m}}。
現對每個正整數{\displaystyle k}，有{\displaystyle C_{k}\supseteq C_{k}^{1}\supseteq C_{k}^{2}\supseteq \cdots }，且逐個集合非空。又{\displaystyle C_{k}}為有限集，因為由乘法原理，全體染色方案，不論是否有同色{\displaystyle T}元集，總數是{\displaystyle c^{\binom {k}{2}}}。由此，整個序列的交集{\displaystyle D_{k}=C_{k}\cap C_{k}^{1}\cap C_{k}^{2}\cap \cdots }非空。又每個{\displaystyle C_{k}^{i}}的元素來自{\displaystyle C_{k+1}^{i-1}}某元素的限制，可知{\displaystyle D_{k}}每個元素都來自{\displaystyle D_{k+1}}元素的限制，從而由{\displaystyle D_{k}}的染色出發，可以延拓成{\displaystyle D_{k+1}}的染色，並可重複，直至得到無窮圖{\displaystyle \mathbb {N} ^{(2)}}的染色，而無同色{\displaystyle T}元集，與無窮拉姆齊定理矛盾。
以拓撲學觀之，此為標準的緊論證（compactness argument），相當於考慮全體染色的拓撲空間{\displaystyle [c]^{\binom {\mathbb {N} }{2}}}，而由吉洪諾夫定理，其為若干個有限（從而緊）空間{\displaystyle [c]}之積，所以仍為緊。而條件「在子圖{\displaystyle [k]^{(2)}}上不產生同色{\displaystyle T}元集」，描述該空間的一個閉開集，所以有限交非空推出全體交非空。

### 超圖
定理亦可推廣至超图。一個{\displaystyle m}均勻超圖（或{\displaystyle m}超圖）就是將圖的邊由二元子集換成{\displaystyle m}元子集。超圖拉姆齊定理敍述如下：

對任意正整數{\displaystyle m}和{\displaystyle c}，以及任意正整數{\displaystyle n_{1},n_{2},\ldots ,n_{c}}，存在拉姆齊數{\displaystyle R(n_{1},\ldots ,n_{c};c,m)}，使得{\displaystyle R(n_{1},\ldots ,n_{c};c,m)}階完全{\displaystyle m}超圖的各邊，不論如何染{\displaystyle c}種色，必存在{\displaystyle i}令圖中可找出某個衹染{\displaystyle i}色的{\displaystyle n_{i}}階完全{\displaystyle m}超圖。

此定理一般對{\displaystyle m}歸納證出，{\displaystyle m=2}的初始情況正如前文。

### 有向圖
亦可定義有向圖的拉姆齊數，最早由P. Erdős and L. Moser （1964）提出。設{\displaystyle R(n)}為最小的正整數{\displaystyle Q}，使得{\displaystyle Q}階完全圖中，若為每邊賦兩種定向之一（所得有向圖稱為循環賽圖），則必有無圈的{\displaystyle n}階循環賽圖 。
此前{\displaystyle R(n,n;2)}定義為保證{\displaystyle Z}階完全無向圖染兩色會有同色完全{\displaystyle n}階子圖的最小{\displaystyle Z}值，可見{\displaystyle R(n)}是{\displaystyle R(n,n;2)}的有向類比：兩種顏色現換成邊的兩種方向，而「同色」換成「全部邊方向統一」（所以無圈）。
已知{\displaystyle R(0)=0}，{\displaystyle R(1)=1}，{\displaystyle R(2)=2}，{\displaystyle R(3)=4}，{\displaystyle R(4)=8}，{\displaystyle R(5)=14}，{\displaystyle R(6)=28}，{\displaystyle 34\leq R(7)\leq 47}。